# Гедеон Барца
Гедеон Барца (угор. Barcza Gedeon; 21 серпня 1911, Кісуйшаллас — 27 лютого 1986, Будапешт) — угорський шахіст i журналіст, гросмейстер від 1954 року.

## Шахова кар'єра
Від початку 1940-х до кінця 1960-х років належав до числа провідних угорських шахістів. За той час вісім разів (1942, 1943, 1947, 1950, 1951, 1955, 1957 i 1958) здобув звання чемпіона країни в особистому заліку а також сім разів (від 1952 до 1968 року) представляв національну збірну на шахових олімпіадах, на яких здобув три медалі: в особистому заліку золоту (1954, на 3-й шахівниці) i срібну (1956, на 2-й шахівниці) а також бронзову в командному заліку (1956). Також чотири рази ставав медалістом командних чемпіонатів Європи: срібним (1970) i двічі бронзовим (1961, 1965) разом з командою, а також в особистому заліку золотим (1965, на 5-й шахівниці). Чотири рази стартував на зональних турнірах (відборах до чемпіонатів світу), двічі здобувши право грати в міжзональних турнірах, у яких посів 15-те (Стокгольм, 1952) i 14-те місце (Стокгольм, 1962).
Неодноразово брав участь у міжнародних змаганнях, серед успіхів можна відзначити:
- Карлові Вари (1948, поділив 2-ге місце з Васьою Пірцом, позаду Яна Фолтиса, попереду в тому числі Мілана Відмара),
- Венеція (1948, поділив 2-ге місце з Естебаном Каналєм, позаду Мігеля Найдорфа, попереду в тому числі Макса Ейве i Ксавери Тартаковера),
- Щавно-Здруй (1950, меморіал Давида Пшепюрки, поділив 2-ге місце разом з Ласло Сабо, після Пауля Кереса, перед в тому числі Марком Таймановим, Ігорем Бондаревським, Юхимом Геллером i Юрієм Авербахом)[7],
- Маріанські Лазні (1951, зональний турнір, поділив 3-тє місце разом з Йостою Штольцем, після Людека Пахмана i Ласло Сабо),
- Сан-Бенедетто (1957, посів 1-ше місце),
- Будапешт (1960, зональний турнір, посів 1-ше місце),
- Відень (1961, 3-тє місце після Юрія Авербаха i Мирослава Філіпа),
- Москва (1962, поділив 3-тє місце з Андором Лілієнталем, Давидом Бронштейном i Леонідом Шамковичем, позаду Юрія Авербаха i Євгена Васюкова),
- Реджо-Емілія (1963/64, поділив 1-ше місце разом з Рудольфом Тешнером, Яношем Флешем i Ерньо Геребеном),
- Ленінград (1967, поділив 3-тє місце з Марком Таймановим, позаду Віктора Корчного i Ратміра Холмова),
- Дебрецен (1968, Меморіал Асталоша, поділив 2-ге місце після Володимира Ліберзона, разом з Іваном Радуловим),
- Бург Бірсек (1971, посів 1-ше місце).

За даними ретроспективної системи chessmetrics найвищий рейтинг мав станом на грудень 1951 року, досягнувши 2683 пунктів посідав тоді 16-е місце в світі.
Також досягнув успіхів у шахах за листуванням, зокрема 1942 року переміг на чемпіонаті Угорщини. У 1966 році здобув звання міжнародного майстра з шахів за листуванням.
Крім турнірної гри займався також шаховою журналістикою, від 1951 року був головним редактором місячника Magyar Sakkélet. Написав кілька книжок на тему шахів, зокрема A sakk (Кечкемет, 1943), Lasker-Tarrasch 1908. Parosmerközes a vilagbajnoksagert (Кечкемет, 1950) i Sakkvilagbajnok-jelöltek versenye Budapest 1950 (Будапешт, 1951).